# Българско сиво говедо
Българско сиво говедо е примитивна българска порода говеда с предназначение добив на мляко и месо.

## Разпространение
Породата е разпространена в стопанства на селища от областите Пловдив, Хасково, Бургас, Шумен, Плевен и Благоевград, основно в районите на Странджа, Сакар и поречието на Искър. По-рядко се среща и във всички останали части на страната.
Към 2008 г. броят на представителите на породата е бил 1506 индивида.
Рисков статус – Уязвима.

## Създаване
Българското сиво говедо е една от най-древните български породи. Тя е примитивна порода произлязла от типа Bos primigenius. Според краниологични изследвания то произлиза от кръстосването на късорогото (Bos taurus brachiceros) и дългорогото (Bos taurus primigenius) говедо. То е създадено чрез продължителна народна селекция, а от 1928 г. започва целенасочена селекция. Сивото Искърско говедо е отродие на Българското сиво говедо, което се е оформило в района на долините на реките Искър, Вит, Осъм и Росица. Целенасочената селекция обаче е създала индивиди с по-добри млечни качества. Днес се смята, че отродието не съществува в чист вид.
Говеда от породата са използвани като майчина основа за създаването на Българско кафяво говедо, използвана е и като майчина основа за създаването на различни месодайни типове говеда.

## Описание
Цветът на космената покривка е сив, вариращ от по-светло до по-тъмносив, среща се и зеленикавосив оттенък. Шията и долната част на тялото са тъмносиви до черни. Видимите лигавици по носното огледало и ануса са черни както и копитата и върховете на рогата. Главата е средноголяма и съразмерна с тялото, а рогата са лировидни. Челото е леко вдлъбнато между очните орбити. Ушите са неголеми и окосмени отвътре, очите са черни, а около орбитите имат черни петна. Шията е средно дълга, а по предната ѝ част се образува гердан. Тялото е дребно, късо и със сравнително сухи форми. Гърбът е къс, прав и средноширок, поясницата е добре замускулена, а коремът бъчвообразен. Поради това, че представителите на породата са използвани като впрегатни животни крайниците са здрави и добре поставени. Имат добре развити стави и сухожилия. Говедата имат лека и бърза крачка и тичат в характерен тръс. Копитата са малки. Вимето е средно голямо с тънка и еластична кожа. Има еднакви по форма и размер цицки.
Кравите са с тегло 420 - 460 kg, а биците 600 - 700 kg. Средната млечност за лактация е 2600 l. Маслеността на млякото е 4,2 - 4,5%.
Телетата се раждат с тегло 22 - 23 kg. Имат слаби угоителни качества като на 12 месечна възраст са с тегло 280 kg, на 18 мес. са 420 kg, а на 24 месеца достигат съответно 480 kg. Кланичният рандеман е 52 - 55%. Месото е с тлъстини, поради което е подходящо за производство на колбаси.
Говедата от тази порода са напълно приспособени към условията на отглеждане в България. Имат добри съпротивителни качества срещу топлина, студ, ветрове, суша, насекоми и паразити.